# آن ليبرت
آن ليبرت (بالإنجليزية: Ann Lippert)‏ هي ممثلة أمريكية، ولدت في 14 يوليو 1963 في إيفانستون في الولايات المتحدة.

## وصلات خارجية
- آن ليبرت على موقع IMDb (الإنجليزية)
- آن ليبرت على موقع قاعدة بيانات الفيلم (الإنجليزية)